# Jorge Zambrana
Jorge Zambrana ou somente Zambrana é uma futebolista uruguaio que atua no Peñarol.

## Carreira
Foi revelado no River Plate em 2008, onde jogou até 2011 quando foi contratado pelo Peñarol. É considerado um volante goleador.